# Pere Raimon I
Pere Raimon I de Rabastens fou senyor de Rabastens i cònsol de Tolosa
Fill de Raimon I de Rabastens
Com tota la seva família, va tenir un paper important en la Croada Albigesa. El seu fill Raimon (o Pere Raimon), bisbe de Tolosa, va ser acusat de simoníac pels legats del Papa a causa de la seva connivència amb els càtars.
A La maison des Rabastens es suggereix que podria tractar-se del trobador Peire Raimon de Tolosa